# Kościół Najświętszej Maryi Panny Częstochowskiej w Nowym Sączu-Zabełczu
Kościół Najświętszej Maryi Panny Częstochowskiej w Nowym Sączu-Zabełczu – rzymskokatolicki kościół parafialny należący do parafii pod tym samym wezwaniem (dekanat Nowy Sącz Centrum diecezji tarnowskiej).
Jest to świątynia wzniesiona w latach 1989-1996 według projektu Pawła Dygonia. Kamień węgielny, poświęcony w dniu 10 czerwca 1987 roku przez Ojca Świętego Jana Pawła II w Tarnowie, został wmurowany w dniu 19 maja 1991 roku przez biskupa Józefa Życińskiego. Z kolei kościół został poświęcony w dniu 26 maja 1996 roku przez biskupa Władysława Bobowskiego. Budowla została konsekrowana w dniu 25 września 2005 roku przez biskupa Wiktora Skworca. Wnętrze zaprojektował ksiądz Władysław Szczebak, natomiast wykonał Jacek Kucaba. Polichromia została wykonana przez Marka Niedojadłę. Witraże to projekt Bogusława Szpechta i wykonała je Pracownia Witraży Anny i Ireneusza Zarzyckich.